# Unlocking the Past
Unlocking the Past är det femte studioalbumet av det norska heavy metal-bandet Jorn. Albumet gavs ut 2007 av skivbolaget Frontiers Records.
Unlocking the Past innehåller inget nyskrivet material, men består av cover-versioner av låtar av musikgrupper som har influerat Jorn. Bland annat finns låtar av Deep Purple, Black Sabbath, Thin Lizzy, Whitesnake och Kiss.
Alla spåren är inspelad särskilt för albumet, utan "The Day the Earth Caught Fire" och "Burn", som är från Jorns debutalbum Starfire. Unlocking the Past utgavs samma dag som Jorns samlingsalbum The Gathering.

## Låtlista
1. "On and On" (Schenker/Barden) (Michael Schenker Group-cover) – 4:44
2. "Fool for Your Loving" (Coverdale/Marsden/Moody) (Whitesnake-cover) – 4:47
3. "Cold Sweat"  (Lynnot/Sykes) (Thin Lizzy-cover) – 3:24
4. "Lonely is the Word"/"Letters from Earth" (Dio/Butler/Iommi) (Black Sabbath-cover) – 5:26
5. "Burn"  (Blackmore/Coverdale/Lord/Paice) (Deep Purple-cover) – 6:31
6. "Feel Like Makin' Love" (Rodgers/Ralphs) (Bad Company-cover) – 4:16
7. "Kill the King" (Blackmore/Dio) (Rainbow-cover) – 4:02
8. "Perfect Strangers"  (Blackmore/Gillan/Glover) (Deep Purple-cover) – 6:52
9. "Naked City" (Simmons/Kulick/Poncia/Castro) (Kiss-cover) – 3:45
10. "The Day the Earth Caught Fire" (Mason/Slamer/Thomas) (City Boy-cover) – 5:24

## Medverkande
Musiker (Jorn-medlemmar)
- Jørn Lande – sång

Bidragande musiker
- Morty Black (Morten Skaget) – basgitarr (spår 5, 6, 10)
- Steinar Krokmo – basgitarr (spår 7, 8)
- Ronny Tegner – keyboard (spår 7, 8)
- Stian Kristoffersen – trummor (spår 2, 7, 8)
- Jørn Viggo Lofstad – gitarr (spår 2, 3, 4, 6, 7, 8, 9)
- Tore Moren – gitarr (spår 2, 3, 4, 5, 6, 9)
- Willy Bendiksen – trummor (spår 3, 4, 6, 9)
- John Macaluso – trummor (spår 10)
- Ronni Le Tekrø – gitarr (spår 10)
- Ralph Santolla – gitarr (spår 1)
- Shane French – gitarr (spår 1)
- Oliver Hanson – trummor (spår 1)
- Espen Mjøen – basgitarr (spår 3, 4, 9)
- Manfred Binder – basgitarr (spår 1)
- Lars Tinderholt – basgitarr (spår 2)
- Don Airey – keyboard (spår 1)

Produktion
- Jørn Lande – producent
- Jørn Viggo Lofstad – producent
- Ralph Santolla – producent
- Manfred Binder – producent
- Oliver Hanson – producent
- Espen Mjøen – ljudtekniker, ljudmix
- Tommy Hansen – ljudmix, mastering
- Thomas Ewerhard – omslagsdesign, omslagskonst
- Christian Reppen – foto
- Steffi Veenstra – foto
- Hans Petter Vassgård – foto
- Kevin Ryan – foto
- Christel Brouwer – foto